# Snowboard-Europacup 2004/05
Der Snowboard-Europacup 2004/05 war eine von der FIS organisierte Wettkampfserie, die zum Unterbau des Snowboard-Weltcups 2004/05 gehörte. Sie begann am 27. November 2004 im Skigebiet Mölltaler Gletscher und endete am 27. März 2005 am Parnass.

## Männer

### Podestplätze Männer
| Datum             | Austragungsort       | Disz.                 | Sieger             | Zweiter               | Dritter               |
| ----------------- | -------------------- | --------------------- | ------------------ | --------------------- | --------------------- |
| 27. November 2004 | Mölltaler Gletscher  | Snowboardcross        | Sylvain Duclos     | Tom Velisek           | Paul-Henri de Le Rue  |
| 4. Dezember 2004  | Nendaz               | Parallelslalom        | Benjamin Karl      | Anton Unterkofler     | Manuel Veith          |
| 5. Dezember 2004  | Nendaz               | Parallelslalom        | Stefan Pletzer     | Markus Schairer       | Benjamin Karl         |
| 11. Dezember 2004 | Haus im Ennstal      | Parallel-Riesenslalom | Andreas Prommegger | Heinz Inniger         | Dieter Krassnig       |
| 17. Dezember 2004 | Sankt Petersburg     | Parallelslalom        | Felix Stadler      | Thomas Lienbacher     | Aleksey Zhivaev       |
| 18. Dezember 2004 | Sankt Petersburg     | Parallelslalom        | Benjamin Karl      | Felix Stadler         | Manuel Veith          |
| 21. Dezember 2004 | Moskau               | Parallelslalom        | Anton Unterkofler  | Denis Salagajew       | Felix Stadler         |
| 15. Januar 2005   | St. Johann im Pongau | Parallel-Riesenslalom | Benjamin Karl      | Stefan Pletzer        | Manuel Veith          |
| 16. Januar 2005   | St. Johann im Pongau | Parallelslalom        | Felix Stadler      | Anton Unterkofler     | Louis Schnidrig       |
| 28. Januar 2005   | Linz                 | Big Air               | Florian Mausser    | Matevž Petek          | Hubert Fill           |
| 29. Januar 2005   | Szczyrk              | Parallel-Riesenslalom | Christian Veith    | Radoslav Židek        | Artur Rajewski        |
| 30. Januar 2005   | Ustron               | Snowboardcross        | Mateusz Ligocki    | Hans-Jörg Unterrainer | Gerald Kerschhackel   |
| 2. Februar 2005   | Maribor              | Parallelslalom        | Daniel Biveson     | Dejan Košir           | Heinz Inniger         |
| 9. Februar 2005   | Bischofswiesen       | Parallel-Riesenslalom | Alex Deubl         | Markus Schairer       | Joshua Wylie          |
| 11. Februar 2005  | Bad Gastein          | Snowboardcross        | Mario Fuchs        | Ludovic Guillot-Diat  | Sascha Duff           |
| 19. Februar 2005  | Klínovec             | Halfpipe              | Daniel Wakeham     | Toni Suetovius        | Stefan Gasser         |
| 20. Februar 2005  | Klínovec             | Halfpipe              | Toni Suetovius     | Daniel Wakeham        | Tobias Aalderink      |
| 22. Februar 2005  | Kopaonik             | Big Air               | Matevž Petek       | Domen Bizjak          | Rene Strgar           |
| 23. Februar 2005  | Kopaonik             | Big Air               | Domen Bizjak       | Matevž Petek          | Miljan Boskovic       |
| 26. Februar 2005  | Mavrovo              | Parallel-Riesenslalom | Anton Unterkofler  | Manuel Veith          | Žan Košir             |
| 5. März 2005      | Azuga                | Parallel-Riesenslalom | Jossyp Penjak      | Przemyslaw Buczynski  | Marek Petrunak        |
| 6. März 2005      | Azuga                | Parallelslalom        | Martin Burn        | Przemyslaw Buczynski  | Jossyp Penjak         |
| 7. März 2005      | Furtschellas         | Parallel-Riesenslalom | Benjamin Karl      | Hannes Mutschlechner  | Žan Košir             |
| 8. März 2005      | Piancavallo          | Halfpipe              | Erik Luca Pernisco | Thomas Ruegg          | Benedikt Nadig        |
| 9. März 2005      | Piancavallo          | Parallel-Riesenslalom | Kaspar Flütsch     | Izidor Šušteršič      | Manuel Veith          |
| 11. März 2005     | Piancavallo          | Snowboardcross        | Mario Arnold       | Ruben Arnold          | Hans-Jörg Unterrainer |
| 15. März 2005     | Borowez              | Parallel-Riesenslalom | Benjamin Karl      | Manuel Veith          | Rok Marguč            |
| 16. März 2005     | Borowez              | Parallel-Riesenslalom | Manuel Veith       | Žan Košir             | Izidor Šušteršič      |
| 20. März 2005     | Kiew                 | Parallelslalom        | Denis Salagajew    | Rok Flander           | Benjamin Karl         |
| 26. März 2005     | Parnass              | Parallel-Riesenslalom | Heinz Inniger      | Marek Petrunak        | Lukas Stähli          |
| 27. März 2005     | Parnass              | Parallel-Riesenslalom | Heinz Inniger      | Nevin Galmarini       | Lukas Stähli          |

### Gesamtwertungen Männer
| Rang | Name              | Punkte |
| ---- | ----------------- | ------ |
| 1    | Benjamin Karl     | 2536   |
| 2    | Anton Unterkofler | 2087   |
| 3    | Manuel Veith      | 1933   |
| 4    | Stefan Pletzer    | 1790   |
| 5    | Felix Stadler     | 1780   |
| 6    | Heinz Inniger     | 1500   |
| 7    | Lukas Stähli      | 1002   |
| 8    | Walter Jecel      | 845    |
| 9    | Thomas Lienbacher | 840    |
| 10   | Žan Košir         | 762    |

| Rang | Name                  | Punkte |
| ---- | --------------------- | ------ |
| 1    | Hans-Jörg Unterrainer | 757    |
| 2    | Mateusz Ligocki       | 585    |
| 3    | Sylvain Duclos        | 500    |
| 4    | Sascha Duff           | 432    |
| 5    | Mario Fuchs           | 400    |
| 6    | Tom Velisek           | 400    |
| 7    | Ruben Arnold          | 385    |
| 8    | Ludovic Guillot-Diat  | 342    |
| 9    | Daniel Arnold         | 314    |
| 10   | Paul-Henri de Le Rue  | 300    |

| Rang | Name                | Punkte |
| ---- | ------------------- | ------ |
| 1    | Daniel Wakeham      | 118    |
| 2    | Toni Suetovius      | 90     |
| 3    | Tobias Aalderink    | 62     |
| 3    | Stefan Gasser       | 62     |
| 5    | Erik Luca Pernisco  | 50     |
| 6    | Daniel Friberg      | 44     |
| 7    | Gian-Luca Cavigelli | 44     |
| 8    | Christian Haller    | 40     |
| 9    | Thomas Ruegg        | 40     |
| 10   | Pavel Bruzek        | 34     |

| Rang | Name             | Punkte |
| ---- | ---------------- | ------ |
| 1    | Matevž Petek     | 792    |
| 2    | Domen Bizjak     | 452    |
| 3    | Florian Mausser  | 450    |
| 4    | Rene Strgar      | 274    |
| 5    | Hubert Fill      | 270    |
| 6    | Miljan Boskovic  | 240    |
| 7    | Matej Pavlic     | 225    |
| 7    | Matevz Pristavec | 225    |
| 9    | Zolt Takac       | 216    |
| 10   | Jonas Carlson    | 202    |

## Frauen

### Podestplätze Frauen
| Datum             | Austragungsort       | Disz.                 | Sieger               | Zweiter                 | Dritter                 |
| ----------------- | -------------------- | --------------------- | -------------------- | ----------------------- | ----------------------- |
| 27. November 2004 | Mölltaler Gletscher  | Snowboardcross        | Dominique Maltais    | Déborah Anthonioz       | Natsuko Doi             |
| 4. Dezember 2004  | Nendaz               | Parallelslalom        | Romy Pletzer         | Jekaterina Tudegeschewa | Patrizia Kummer         |
| 5. Dezember 2004  | Nendaz               | Parallelslalom        | Maria Ramberger      | Marie Therese Sinnhuber | Rebekka von Känel       |
| 11. Dezember 2004 | Haus im Ennstal      | Parallel-Riesenslalom | Nicolien Sauerbreij  | Jekaterina Tudegeschewa | Manuela Riegler         |
| 17. Dezember 2004 | Sankt Petersburg     | Parallelslalom        | Jekaterina Iljuchina | Maria Kobets            | Olga Zinkiv             |
| 18. Dezember 2004 | Sankt Petersburg     | Parallelslalom        | Jekaterina Iljuchina | Maria Kobets            | Alena Mizukova          |
| 21. Dezember 2004 | Moskau               | Parallelslalom        | Swetlana Boldykowa   | Jekaterina Tudegeschewa | Olga Golowanowa         |
| 15. Januar 2005   | St. Johann im Pongau | Parallel-Riesenslalom | Julia Dujmovits      | Heidi Krings            | Rebekka von Känel       |
| 16. Januar 2005   | St. Johann im Pongau | Parallelslalom        | Evelyn Maier         | Maria Ramberger         | Marion Insam            |
| 29. Januar 2005   | Szczyrk              | Parallel-Riesenslalom | Corinna Boccacini    | Małgorzata Kukucz       | Bronislava Machova      |
| 30. Januar 2005   | Ustron               | Snowboardcross        | Alexandra Sock       | Paulina Ligocka         | Melanie Marty           |
| 2. Februar 2005   | Maribor              | Parallelslalom        | Petra Elsterová      | Fränzi Kohly            | Swetlana Boldykowa      |
| 9. Februar 2005   | Bischofswiesen       | Parallel-Riesenslalom | Rosa Czipf           | Erica Müller            | Patrizia Kummer         |
| 11. Februar 2005  | Bad Gastein          | Snowboardcross        | Susanne Moll         | Alexandra Schekowa      | Sandra Frei             |
| 19. Februar 2005  | Klínovec             | Halfpipe              | Kate Foster          | Ursina Haller           | Helene Nadig            |
| 20. Februar 2005  | Klínovec             | Halfpipe              | Ursina Haller        | Kate Foster             | Zuzana Tomicikova       |
| 26. Februar 2005  | Mavrovo              | Parallel-Riesenslalom | Julia Dujmovits      | Alexandra Schekowa      | Romy Pletzer            |
| 5. März 2005      | Azuga                | Parallel-Riesenslalom | Karolina Sztokfisz   | Bronislava Machova      | Halyna Hrechyn          |
| 6. März 2005      | Azuga                | Parallelslalom        | Karolina Sztokfisz   | Bronislava Machova      | Olga Zinkiv             |
| 7. März 2005      | Furtschellas         | Parallel-Riesenslalom | Maria Ramberger      | Romy Pletzer            | Barbara Sponsale        |
| 8. März 2005      | Piancavallo          | Halfpipe              | Helene Nadig         | Ursina Haller           | Clara Villoslada        |
| 9. März 2005      | Piancavallo          | Parallel-Riesenslalom | Corinna Boccacini    | Evelyn Maier            | Perrine Bühler          |
| 11. März 2005     | Piancavallo          | Snowboardcross        | Maria Ramberger      | Julie Lhuissier         | Raffaella Brutto        |
| 15. März 2005     | Borowez              | Parallel-Riesenslalom | Julia Dujmovits      | Evelyn Maier            | Alexandra Schekowa      |
| 16. März 2005     | Borowez              | Parallel-Riesenslalom | Julia Dujmovits      | Maria Ramberger         | Alexandra Schekowa      |
| 20. März 2005     | Kiew                 | Parallelslalom        | Swetlana Boldykowa   | Romy Pletzer            | Jekaterina Tudegeschewa |
| 26. März 2005     | Parnass              | Parallel-Riesenslalom | Karolina Sztokfisz   | Nadine Tschabold        | Anthi Chatzisarandi     |
| 27. März 2005     | Parnass              | Parallel-Riesenslalom | Karolina Sztokfisz   | Nadine Tschabold        | Ruxandra Irimia         |

### Gesamtwertungen Frauen
| Rang | Name                    | Punkte |
| ---- | ----------------------- | ------ |
| 1    | Julia Dujmovits         | 1818   |
| 2    | Romy Pletzer            | 1562   |
| 3    | Maria Ramberger         | 1561   |
| 4    | Evelyn Maier            | 1407   |
| 5    | Jekaterina Tudegeschewa | 1195   |
| 6    | Swetlana Boldykowa      | 1125   |
| 7    | Karolina Sztokfisz      | 840    |
| 8    | Nicolien Sauerbreij     | 750    |
| 9    | Corinna Boccacini       | 648    |
| 10   | Rebekka von Känel       | 590    |

| Rang | Name                 | Punkte |
| ---- | -------------------- | ------ |
| 1    | Susanne Moll         | 780    |
| 2    | Lucie Gheno          | 500    |
| 2    | Dominique Maltais    | 500    |
| 4    | Alexandra Sock       | 410    |
| 5    | Déborah Anthonioz    | 400    |
| 5    | Alexandra Schekowa   | 400    |
| 7    | Diane Thermoz Liaudy | 380    |
| 8    | Raffaella Brutto     | 378    |
| 9    | Sandra Frei          | 365    |
| 10   | Maria Ramberger      | 359    |

| Rang | Name              | Punkte |
| ---- | ----------------- | ------ |
| 1    | Ursina Haller     | 206    |
| 2    | Helene Nadig      | 177    |
| 3    | Kate Foster       | 126    |
| 4    | Zuzana Tomicikova | 77     |
| 5    | Clara Villoslada  | 60     |
| 6    | Kati Lukaschek    | 60     |
| 7    | Queralt Castellet | 50     |
| 7    | Franziska Heller  | 50     |
| 9    | Isabel Bolli      | 50     |
| 10   | Caroline Frassy   | 45     |